# Team Picnic PostNL
El Team Picnic PostNL (codi UCI: DFP) és un equip ciclista professional alemany, d'origen neerlandès, de ciclisme en ruta. Des de la seva creació, el 2005, i fins al 2012 va tenir categoria d'equip continental professional. Des del 2013 forma part de la màxima categoria d'equips ciclistes, els WorldTeam.

## Història

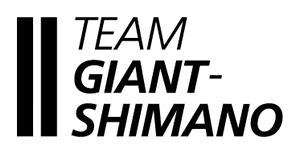
Logo de l'equip Argos-Shimano

L'equip es fundà el 2005 amb el nom de Shimano-MemoryCorp, fruit de la unió de l'equip japonès Shimano Racing i de l'equip neerlandès Bankgiroloterij, i obtenint la categoria d'equip continental professional.
La primera temporada quedà marcada per les victòries de l'alemany Stefan Schumacher a la Ster Elektrotoer, la Volta a la Baixa Saxònia i la Volta a la Renània-Palatinat, que li permeteren obtenir la cinquena posició de la primera edició de l'UCI Europa Tour. Hidenori Nodera aconseguí el Campionat del Japó en ruta.
Membre del Bankgiroloterij des del 2000, Rudi Kemna passa a ser director esportiu de l'equip el 2006, el qual canvia de nom per passar a ser Skil-Shimano. S'adopta una samarreta similar a la de l'equip Skil dels anys 1984 i 1985. Amb la marxa de Schumacher al Gerolsteiner els millors resultats els obté Maarten Tjallingii, vencedor al Tour del llac Qinghai i de la Volta a Bèlgica. Paul Martens guanya el Münsterland Giro, Aart Vierhouten la Volta a Frísia i Sebastian Langeveld el Gran Premi Pino Cerami.
Durant el 2007 l'Skil-Shimano sols obté tres victòries a l'UCI Europa Tour, tot i que sí que aconsegueix nombroses places d'honor en les curses en què prenen part.
Gràcies als bons resultats obtinguts a la París-Niça del 2008 i 2009 va ser convidat a prendre part al Tour de França del 2009, sent aquesta la seva primera presència en una gran volta. El 2011 fou convidat a la Volta a Espanya, en què guanyà una etapa de la mà de Marcel Kittel.
El 2012 canvia el seu patrocinador principal i amb ell el nom de l'equip. L'abril d'aquell mateix any passà a anomenar-se Argos-Shimano per tal de potenciar el seu creixement a Europa.
El 2013 aconsegueix per primera vegada la llicència World Tour, la màxima categoria d'equips ciclistes professionals.
El 2014 l'equip passà a anomenar-se Giant-Shimano, mentre el 2015 adoptà el nom de Giant-Alpecin.
A començaments de la temporada de 2016, mentre l'equip s'entrenava per la Marina Alta, un cotxe, en direcció contrària, va atropellar a sis dels seus membres al terme de Benigembla. Els ciclistes afectats foren John Degenkolb, Warren Barguil, Max Walscheid, Fredrik Ludvigsson, Ramon Sinkeldam i Chad Haga.
El 2017 l'equip canvia de nom amb l'entrada del nou patrocinador Sunweb.

## Principals victòries

### Clàssiques
- Vattenfall Cyclassics: 2013 (John Degenkolb)
- Gant-Wevelgem: 2014 (John Degenkolb)
- Milà-Sanremo: 2015 (John Degenkolb)
- París-Roubaix: 2015 (John Degenkolb)
- Cadel Evans Great Ocean Road Race: 2017 (Nikias Arndt) i 2023 (Marius Mayrhofer)
- Gran Premi Ciclista de Quebec: 2019 (Michael Matthews)
- Bretagne Classic: 2020 (Michael Matthews)
- Fletxa Valona: 2020 (Marc Hirschi)

### Curses per etapes
- BinckBank Tour: 2017 (Tom Dumoulin)

### Grans Voltes
| - Tour de França : - 13 participacions (2009, 2012, 2013, 2014, 2015, 2016, 2017, 2018, 2019, 2020, 2021, 2022, 2023) - 19 victòries d'etapa - 4 el 2013: Marcel Kittel (4) - 4 el 2014: Marcel Kittel (4) - 1 el 2015: Simon Geschke - 2 el 2016: Tom Dumoulin (2) - 4 el 2017: Warren Barguil (2), Michael Matthews (2) - 1 el 2018: Tom Dumoulin - 3 el 2020: Søren Kragh Andersen (2), Marc Hirschi - Classificacions secundàries - Classificació per punts: 2017 (Michael Matthews) - Gran Premi de la muntanya: 2017 (Warren Barguil) - Premi de la combativitat: 2017 (Warren Barguil) i 2020 (Marc Hirschi) | - Giro d'Itàlia - 11 participacions (2013, 2014, 2015, 2016, 2017, 2018, 2019, 2020, 2021, 2022, 2023) - 13 victòries d'etapa - 1 el 2013: John Degenkolb - 3 el 2014: Marcel Kittel (2) i Luka Mezgec - 2 el 2016: Tom Dumoulin i Nikias Arndt - 2 el 2017: Tom Dumoulin (2) - 1 el 2018: Tom Dumoulin - 1 el 2019: Chad Haga - 1 el 2020: Jai Hindley - 1 el 2022: Alberto Dainese - 1 el 2023: Alberto Dainese - 1 victòria en la classificació general: - 2017: Tom Dumoulin | - Volta a Espanya - 13 participacions (2011, 2012, 2013, 2014, 2015, 2016, 2017, 2018, 2019, 2020, 2021, 2022, 2023) - 19 victòries d'etapa: - 1 el 2011: Marcel Kittel - 5 el 2012: John Degenkolb (5) - 2 el 2013: Warren Barguil (2) - 4 el 2014: John Degenkolb (4) - 3 el 2015: Tom Dumoulin (2), John Degenkolb - 1 el 2019: Nikias Arndt - 3 el 2021: Michael Storer (2), Romain Bardet - 1 el 2022: Thymen Arensman - Classificacions secundàries - Classificació per punts: 2014 (John Degenkolb) - Premi de la combativitat: 2015 (Tom Dumoulin) - Classificació de la muntanya: 2021 (Michael Storer) |

### Campionats nacionals
- Campionat d'Àustria en contrarellotge: Georg Preidler (2015, 2017)
- Campionat del Japó en ruta: Hidenori Nodera (2005, 2008) i Yukihiro Doi (2012)
- Campionat dels Països Baixos en ruta: 2017 (Ramon Sinkeldam)
- Campionat dels Països Baixos en contrarellotge: Tom Dumoulin (2014, 2016, 2017)

## Classificacions UCI

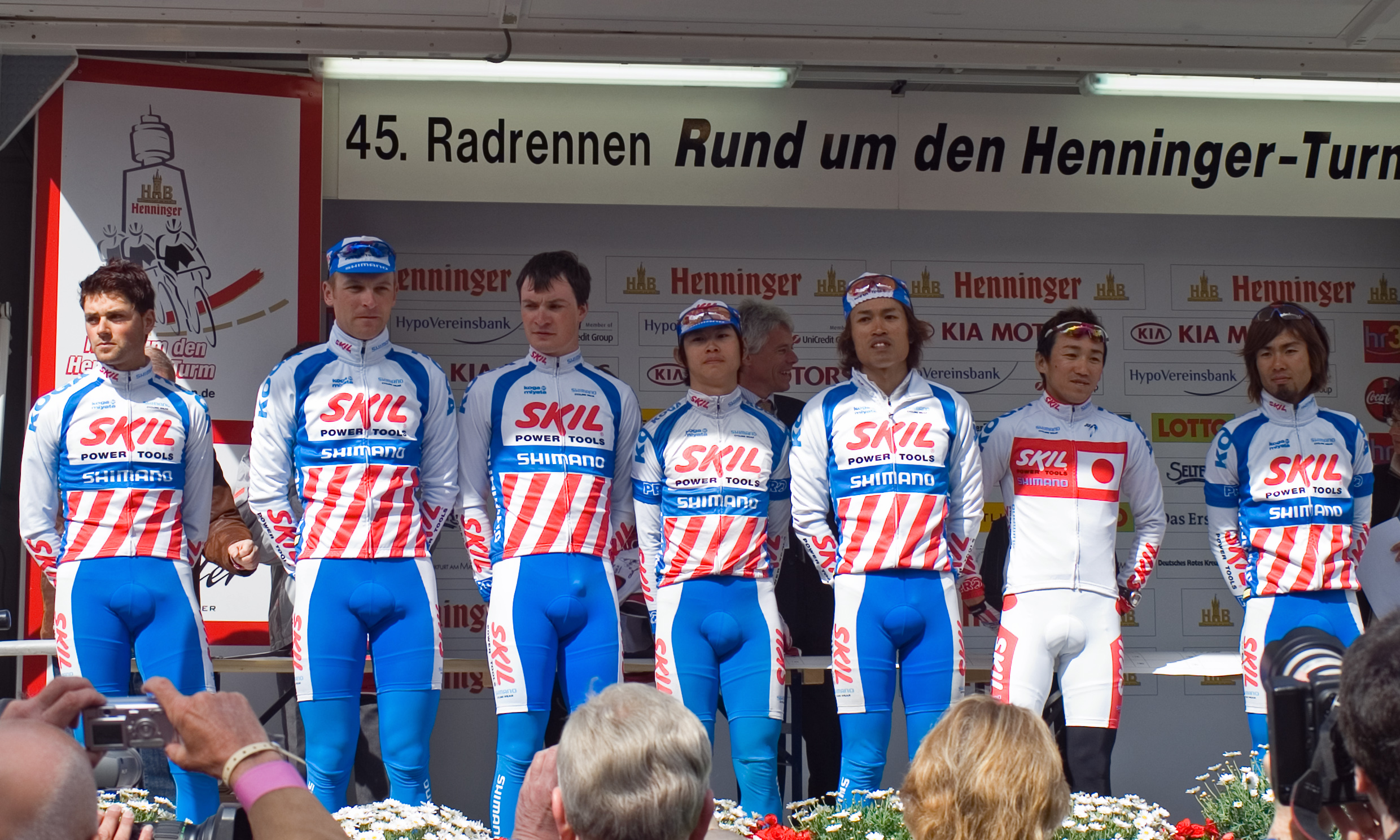
L'equip al 2006

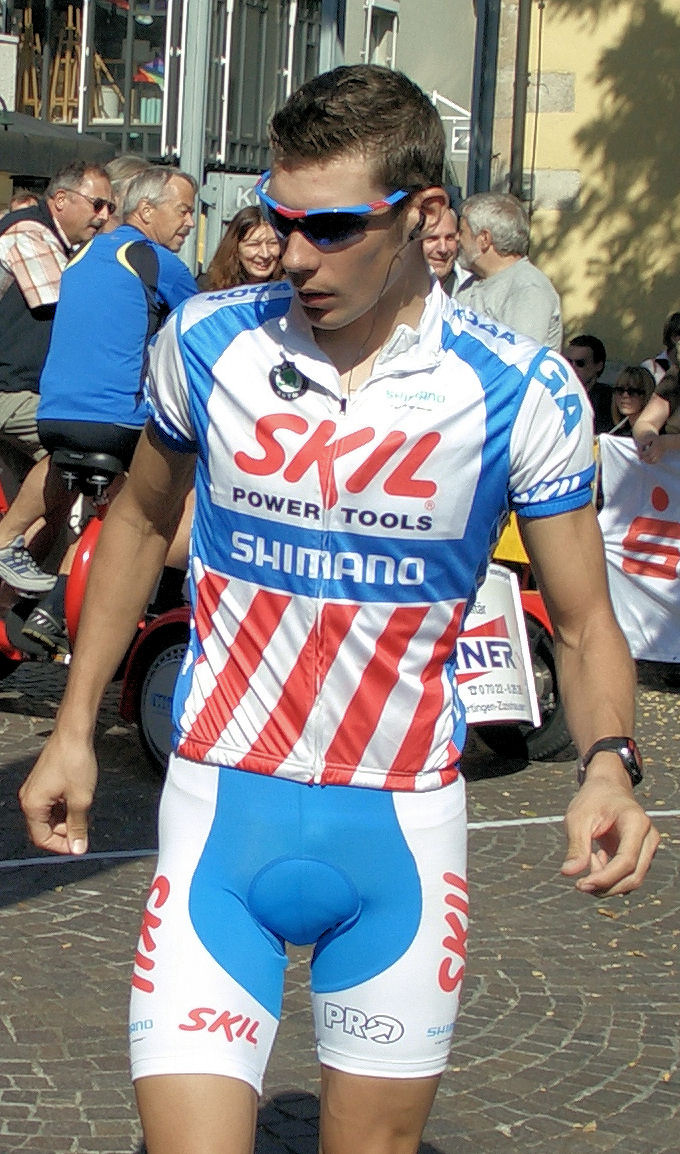
Albert Timmer al 2007

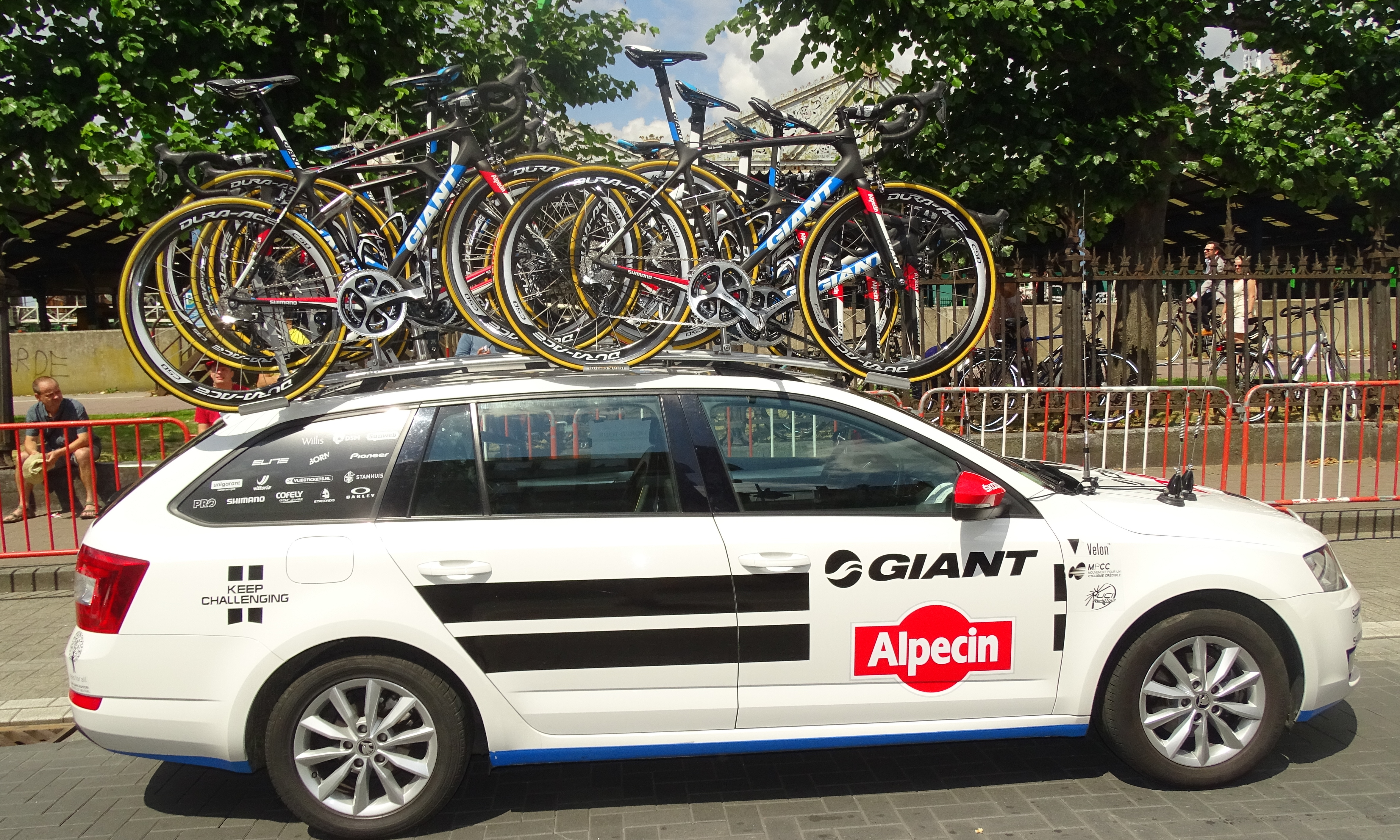
Vehicle de l'equip al 2015

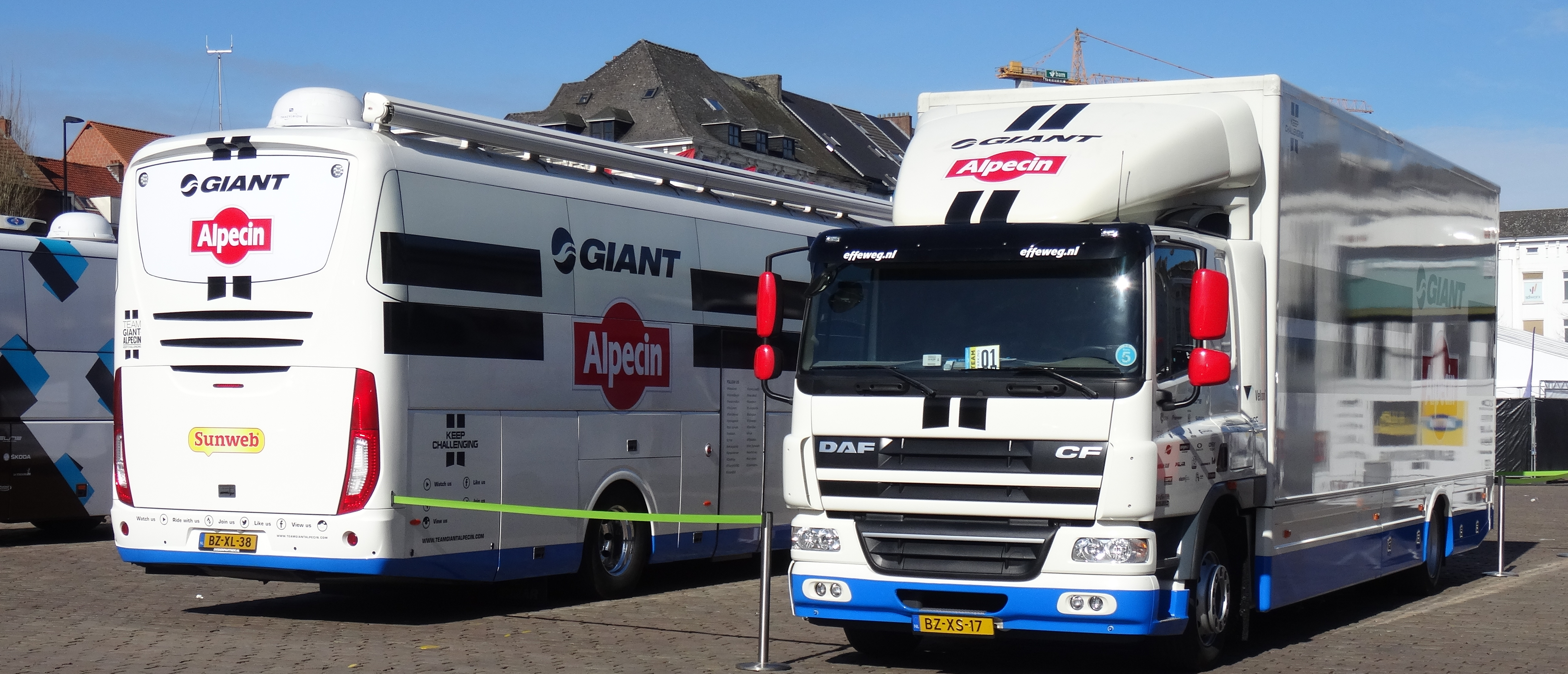
Vehicles d'assistència

En el moment de la seva creació, el 2005, l'equip Shimano-MemoryCorp obtingué la categoria d'equip continental professional, la qual ha mantingut fins al 2013. Això fa que participi principalment en les proves de l'UCI Europa Tour. Aquesta taula presenta les classificacions de l'equip als circuits, així com el seu millor corredor en la classificació individual.
UCI Amèrica Tour
| Temporada | Classificació per equips | Millor ciclista en la classificació individual |
| --------- | ------------------------ | ---------------------------------------------- |
| 2011      | 36è                      | Kenny van Hummel (318è)                        |
| 2012      | 29è                      | Roger Kluge (186è)                             |
| 2013-2015 | -                        | -                                              |
| 2016      | -                        | Tom Dumoulin (13è)                             |
| 2017      | -                        | -                                              |
| 2018      | -                        | Chad Haga (162è)                               |
| 2019      | -                        | Chad Haga (72è)                                |
| 2020      | -                        | Chad Haga (27è)                                |
| 2021      | -                        | Chad Haga (83è)                                |
| 2022      | -                        | Kevin Vermaerke (124è)                         |
| 2023      | -                        | Kevin Vermaerke (17è)                          |

L'equip també participa en diverses proves de l'UCI Asia Tour per la gran presència a l'equip de ciclistes japonesos i xinesos.
UCI Àsia Tour
| Temporada | Classificació per equips | Millor ciclista en la classificació individual |
| --------- | ------------------------ | ---------------------------------------------- |
| 2005      | 12è                      | Hidenori Nodera (12è)                          |
| 2006      | 2n                       | Maarten Tjallingii (5è)                        |
| 2007      | 6è                       | Hidenori Nodera (19è)                          |
| 2008      | 3r                       | Hidenori Nodera (16è)                          |
| 2009      | 18è                      | Tom Veelers (54è)                              |
| 2010      | 47è                      | Jin Long (228è)                                |
| 2011      | 11è                      | Kenny van Hummel (19è)                         |
| 2012      | 18è                      | Tom Veelers (34è)                              |
| 2013-2015 | -                        | -                                              |
| 2016      | -                        | Tom Dumoulin (53è)                             |
| 2017      | -                        | Max Walscheid (56è)                            |
| 2018      | -                        | Jai Hindley (18è)                              |

UCI Europa Tour
| Temporada | Classificació per equips | Millor ciclista en la classificació individual |
| --------- | ------------------------ | ---------------------------------------------- |
| 2005      | 44è                      | Stefan Schumacher (5è)                         |
| 2006      | 16è                      | Aart Vierhouten (28è)                          |
| 2007      | 13è                      | Paul Martens (40è)                             |
| 2008      | 34è                      | Robert Wagner (53è)                            |
| 2009      | 6è                       | Kenny Van Hummel (2n)                          |
| 2010      | 10è                      | Kenny Van Hummel (16è)                         |
| 2011      | 2n                       | Marcel Kittel (4t)                             |
| 2012      | 2n                       | John Degenkolb (1r)                            |
| 2013-2015 | -                        | -                                              |
| 2016      | -                        | Sam Oomen (88è)                                |
| 2017      | -                        | Phil Bauhaus (132è)                            |
| 2018      | -                        | Max Walscheid (92è)                            |
| 2019      | -                        | Marc Hirschi (77è)                             |
| 2020      | -                        | Marc Hirschi (9è)                              |
| 2021      | -                        | Romain Bardet (45è)                            |
| 2022      | -                        | Thymen Arensman (27è)                          |
| 2023      | -                        | Romain Bardet (42è)                            |

UCI Oceania Tour
| Temporada | Classificació per equips | Millor ciclista en la classificació individual |
| --------- | ------------------------ | ---------------------------------------------- |
| 2009      | 21è                      | Mitchell Docker (61è)                          |
| 2012      | 8è                       | Marcel Kittel (13è)                            |
| 2013-2017 | -                        | -                                              |
| 2018      | -                        | Chris Hamilton (42è)                           |
| 2019      | -                        | Michael Matthews (2n)                          |
| 2020      | -                        | Jai Hindley (2n)                               |
| 2021      | -                        | Michael Storer (6è)                            |
| 2022      | -                        | Sam Welsford (22è)                             |
| 2023      | -                        | Sam Welsford (6è)                              |

El 2009 la classificació del ProTour fou reemplaçada pel Calendari mundial UCI. En aquesta classificació se sumen els punts adquirits en les proves del Calendari mundial. L'equip Skil-Shimano fou 26è en la classificació del 2009, amb 33 punts.
| Temporada | Classificació per equips | Millor ciclista en la classificació individual |
| --------- | ------------------------ | ---------------------------------------------- |
| 2009      | 26è                      | Jonathan Hivert (118è)                         |
| 2010      | 31è                      | Dominique Cornu (160è)                         |

El 2013 l'equip Argos-Shimano s'integra a l'UCI World Tour
| Temporada | Classificació per equips | Millor ciclista en la classificació individual |
| --------- | ------------------------ | ---------------------------------------------- |
| 2013      | 16è                      | John Degenkolb (41è)                           |
| 2014      | 8è                       | John Degenkolb (13è)                           |
| 2015      | 10è                      | John Degenkolb (12è)                           |
| 2016      | 16è                      | Tom Dumoulin (27è)                             |
| 2017      | 4t                       | Tom Dumoulin (3r)                              |
| 2018      | 9è                       | Michael Matthews (7è)                          |

El 2016 la Classificació mundial UCI passa a tenir en compte totes les proves UCI. Durant tres temporades existeix paral·lelament amb la classificació UCI World Tour i els circuits continentals. A partir del 2019 substitueix definitivament la classificació UCI World Tour.
| Temporada | Classificació per equips | Millor ciclista en la classificació individual |
| --------- | ------------------------ | ---------------------------------------------- |
| 2016      | -                        | Tom Dumoulin (24è)                             |
| 2017      | -                        | Tom Dumoulin (5è)                              |
| 2018      | -                        | Tom Dumoulin (8è)                              |
| 2019      | 15è                      | Michael Matthews (33è)                         |
| 2020      | 5è                       | Marc Hirschi (10è)                             |
| 2021      | 21è                      | Romain Bardet (54è)                            |
| 2022      | 20è                      | Thymen Arensman (33è)                          |
| 2023      | 17è                      | Romain Bardet (50è)                            |

## Composició de l'equip 2024
| Llista de l'equip 2024                       | Llista de l'equip 2024 | Llista de l'equip 2024                | Llista de l'equip 2024 |
| Ciclista                                     | Data de naixement      | Equip previ                           |                        |
| -------------------------------------------- | ---------------------- | ------------------------------------- | ---------------------- |
| Tobias Lund Andresen                         | 20 de agost de 2002    | Development Team DSM (2022)           |                        |
| Romain Bardet                                | 9 de novembre de 1990  | AG2R La Mondiale (2020)               |                        |
| Warren Barguil                               | 28 de octubre de 1991  | Arkéa-Samsic (2023)                   |                        |
| Patrick Bevin                                | 15 de febrer de 1991   | Israel-Premier Tech (2022)            |                        |
| Pavel Bittner                                | 29 de octubre de 2002  | Development Team DSM (2022)           |                        |
| Romain Combaud                               | 1 de abril de 1991     | Nippo-Delko One Provence (2020)       |                        |
| John Degenkolb                               | 7 de gener de 1989     | Lotto-Soudal (2021)                   |                        |
| Matthew Dinham                               | 9 de abril de 2000     | Team BridgeLane (2022)                |                        |
| Patrick Eddy                                 | 17 de octubre de 2002  | Development Team DSM-Firmenich (2023) |                        |
| Alexander Edmondson                          | 22 de desembre de 1993 | BikeExchange-Jayco (2022)             |                        |
| Nils Eekhoff                                 | 23 de gener de 1998    | Development Team Sunweb (2019)        |                        |
| Sean Flynn                                   | 2 de març de 2000      | Tudor Pro Cycling Team (2022)         |                        |
| Chris Hamilton                               | 18 de maig de 1995     | Avanti IsoWhey Sports (2016)          |                        |
| Fabio Jakobsen                               | 31 de agost de 1996    | Soudal Quick-Step (2023)              |                        |
| Gijs Leemreize                               | 23 de octubre de 1999  | Jumbo-Visma (2023)                    |                        |
| Enzo Leijnse                                 | 16 de juliol de 2001   | Development Team DSM-Firmenich (2023) |                        |
| Emīls Liepiņš                                | 29 de octubre de 1992  | Lidl-Trek (2023)                      |                        |
| Niklas Märkl                                 | 3 de març de 1999      | Development Team Sunweb (2020)        |                        |
| Tim Naberman                                 | 11 de maig de 1999     | Development Team DSM (2021)           |                        |
| Oscar Onley                                  | 13 de octubre de 2002  | Development Team DSM (2022)           |                        |
| Max Poole                                    | 1 de març de 2003      | Development Team DSM (2022)           |                        |
| Timo Roosen                                  | 11 de gener de 1993    | Jumbo-Visma (2023)                    |                        |
| Martijn Tusveld                              | 9 de setembre de 1993  | Roompot-Nederlandse Loterij (2017)    |                        |
| Julius van den Berg                          | 23 de octubre de 1996  | EF Education-EasyPost (2023)          |                        |
| Frank van den Broek                          | 28 de desembre de 2000 | Development Team DSM-Firmenich (2023) |                        |
| Casper van Uden                              | 22 de juliol de 2001   | Development Team DSM (2022)           |                        |
| Kevin Vermaerke                              | 16 de octubre de 2000  | Hagens Berman Axeon (2020)            |                        |
| Bram Welten                                  | 29 de març de 1997     | Groupama-FDJ (2023)                   |                        |
| Bjoern Koerdt (1 de ago–31 de des, aprenent) | 20 de juliol de 2004   | Club Cycliste d'Étupes (2024)         |                        |
|                                              |                        |                                       |                        |
| Font: ProCyclingStats                        |                        |                                       |                        |